# Numfor
Pour la langue aussi appelée « numfor », voir Biak (langue).

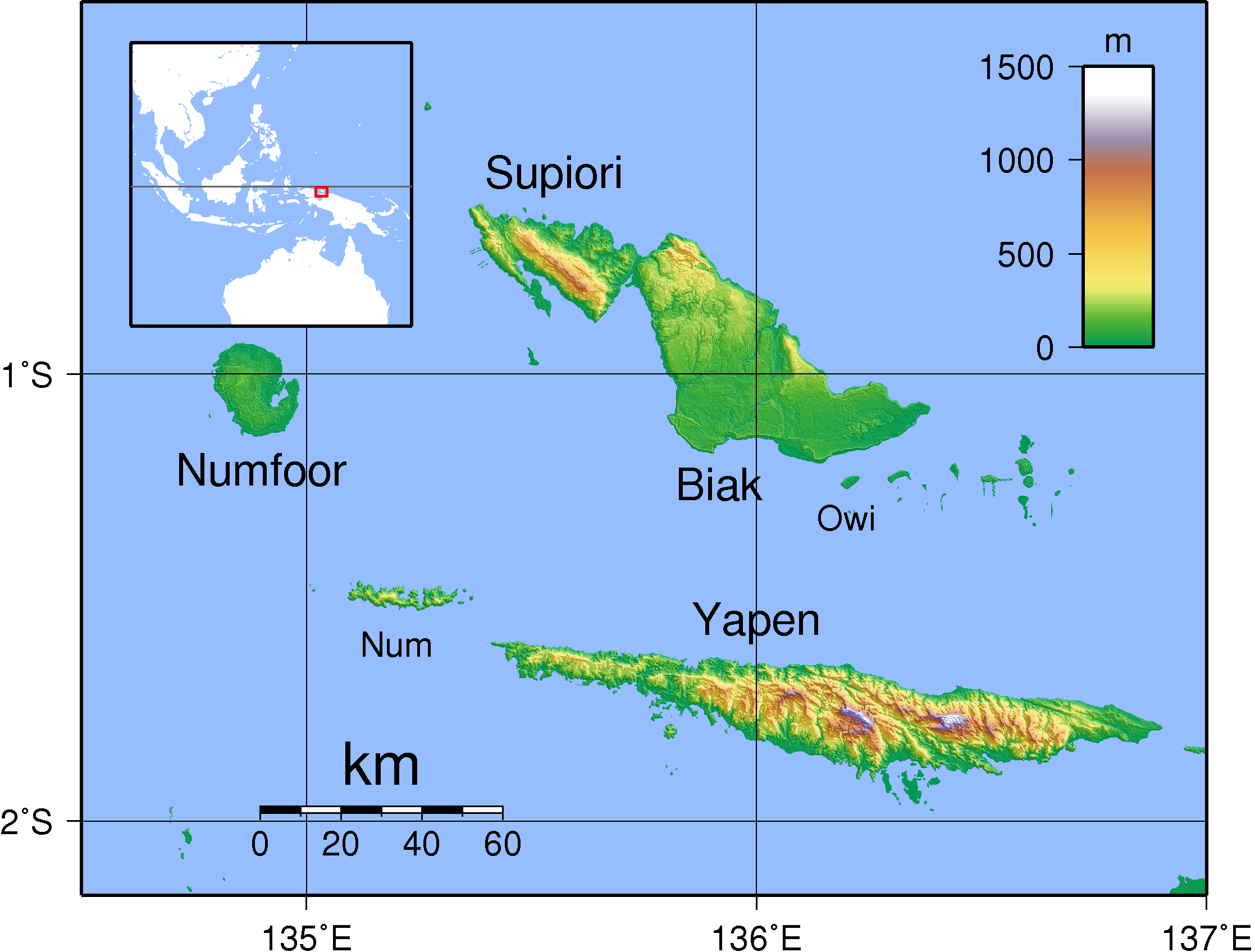
Numfor et les îles Schouten.

Numfor, Numfoor ou Noemfoor, en indonésien Pulau Numfor, est une île d'Indonésie faisant partie des îles Schouten, dans la province de Papouasie. Elle se trouve à une centaine de kilomètres à l'ouest de Biak.
Sa superficie est de 335 km2 et son point culminant s'élève à 204 mètres d'altitude. Elle fait partie du kabupaten de Biak Numfor.
L'aéroport de Numfor (indicatif « FOO ») accueille des vols nationaux.
L'île est le siège de la bataille de Noemfoor en 1944 où Américains et Japonais se sont affrontés pour son contrôle.

## Référence
- (sv) Cet article est partiellement ou en totalité issu de l’article de Wikipédia en suédois intitulé « Numfoor » (voir la liste des auteurs).